# Emiliano Zapata (Sección Jobal)
La localidad de Emiliano Zapata (Sección Jobal) está situado en el municipio de Emiliano Zapata (en el Estado de Tabasco). 

## Población
Tiene 550 habitantes.

## Altura
Emiliano Zapata (Sección Jobal) está a 10 metros de altitud. 

## Colegios y Escuelas
DORALIDA GARCíA TEJERO 
VENUSTIANO CARRANZA